# برادران وارن
برادران وارن (انگلیسی: The Warren Brothers) گروهی کانتری آمریکایی است که در تمپا، فلوریدا، ایالات متحده در سال ۱۹۹۸ تشکیل شد. این گروه از برد وارن و برت وارن تشکیل شده‌است.